# Renzo Laconi
Renzo Laconi (Sant'Antioco, 13 gennaio 1916 – Catania, 29 giugno 1967) è stato un politico italiano.
Si iscrive al Partito Comunista Italiano, all'epoca clandestino, nel 1942 a Firenze attraverso Giuseppe D'Alema. Partecipa nel gennaio 1944 alla Consulta Regionale Sarda come membro nominato dal PCI. Nel giugno del 1946 alle elezioni per l'Assemblea Costituente arriva secondo nella lista regionale del PCI: fa parte della Commissione dei settantacinque, incaricata di redigere il progetto definitivo della Costituzione. Dal 1957 al 1963 è Segretario Regionale Sardo del PCI. Sarà rieletto deputato dal 1948 fino alla morte, avvenuta il 29 giugno 1967 a Catania, dove si trovava per seguire gli sviluppi delle elezioni regionali siciliane dell'11 giugno 1967. Il suo posto vacante venne occupato dalla compagna di partito Angiola Maria Costa Massucco.

## Opere
- La Sardegna di ieri e di oggi : scritti e discorsi sulla Sardegna, 1945-1967, Renzo Laconi, a cura e con introduzione di Umberto Cardia, EDES, Cagliari 1988.
- Parlamento e Costituzione, Renzo Laconi, a cura di Enrico Berlinguer e Gerardo Chiaromonte, Editori riuniti, Roma 1969.
- Renzo Laconi, un'idea di Sardegna, a cura di Pier Sandro Scano, Giuseppe Podda, Aipsa, Cagliari 1998.
- Gli strumenti della politica - Catalogo della biblioteca di Renzo Laconi, Saggio introduttivo di Gianni Fresu, Nota Biografica di Giulio Cherchi, Catalogo di Roberto Moro e Franco Satta, Aìsara edizioni, Cagliari 2007.
- La biblioteca di Renzo Laconi, a cura di Gianna Lai (con un ricordo di Luigi Pintor e scritti su Laconi di Vincenzo Atripaldi e M. Rosa Cardia), Cuec, Cagliari, 2000,